# Janesville (Minnesota)
Janesville – miasto w Stanach Zjednoczonych, w stanie Minnesota, w hrabstwie Waseca.